# 张梦实
张梦实（1922年—2014年12月19日），原名张绍纪，滿洲國國務總理大臣（滿洲國總理）张景惠幼子，后成为中国共产党在满洲国的情报人员，在中华人民共和国成立后担任第七届全国政协委员。

## 早年经历
1922年，张绍纪出生在哈尔滨；当时张景惠已经51岁，加上长子不幸患上了梅毒，难以公开活动，所以张绍纪非常受宠爱。九一八事變后，据张绍纪回忆，张公馆的访客变得非常多，包括前来拉拢的抗日力量和日本方面，以及寻求出路的部下，因此张景惠非常焦虑，但是张绍纪当时只察觉到家里“从来没这么热闹过”。1932年，张景惠在出任了滿洲國参议长和军政部长后，将家人带到了新京（今長春）居住，张绍纪意识到了父亲身份的变化，对父亲感到失望，还在1935年愤然离家出走。1938年，张绍纪的堂哥丁非（本名张绍维）从日本寄信回哈尔滨，希望他能来日本学习。
据张的回忆，他第一次知道社会主义是通过苏联驻哈尔滨总领事馆里飘扬的苏联国旗；同时，在家中俄语教师的影响下，他对苏联有了更深的了解和向往。

## 留学日本
张绍纪因为对父亲不满，加上坚持要与女佣徐明相恋，在1940年被送到日本早稻田大学读书。在堂哥丁非的影响下，他加入了“新知识研究会”——中国共产党的外围组织，由张为先、何松亭、侯洛领导的“东北留日青年救亡会”东京分会。晚年的张绍纪回忆，在参加了这些聚会后，他感到眼前一亮，找到了奔头。

## 回到东北
1943年，张绍纪结束了在日本的大学生活，到新京的王道書院继续学习。在回国探亲的期间，张绍纪就开始利用自己的身份获取关东军和滿洲國軍的情报，同时向满洲国的各个机构安插救亡会的同志。为完成任务，他特意缓和了与父母的关系，他会借机翻看父亲的文件，还与母亲经常出入满洲国红十字会，参与满洲国高官们的聚会。他曾以留日学生的身份，结识了时任滿洲國國務院总务厅次长谷次亨——满洲国内阁中少数有实权的中国人；从他的口中，张绍纪了解到了日方通过“火曜会”控制满洲国政治的情况，大本營中的“南北之争”，以及“南方作戰”方案获得更多支持的消息。他还曾以总理官邸——自己的家为“救亡会”的活动据点。
在1941年6月，纳粹德国举兵入侵苏联，苏联急需了解德国和日本的军事情报。为此，当年10月，作为盟友的中共通过“救亡会”找到了张绍纪；接着，张绍纪在父亲的文件中发现了“山下奉文辞去满洲防卫军司令职务”的秘密文件，后续又从谷次亨处得到“南方作戰”的消息，继而推断出了太平洋战争将爆发的情报；苏联方面在接到情报，并结合其他的情报后，果断将远东的部队调往莫斯科的前线，迅速扭转了局面。
1945年初，张绍纪接受了一位造纸厂商人的请求，为其办妥了相关证件和手续；作为交换，张绍纪提出让自己担任造纸厂社长，商人担任副社长，总务处长和总务科长则由中共地下党员担任。工厂开业后，张绍纪的月薪是1500滿洲國圓（只比张景惠少300圆），但大部分收入都上交给了党组织。在满洲国通货膨胀严重的时候，张绍纪和其他同志曾将产出的纸张在黑市上出售，再将利润上交党组织。

## 战后
在日本投降后，张绍纪曾申请公开身份，但组织却希望他继续工作，并与苏军取得联系。随后，张绍纪以张景惠俄语翻译的公开身份，负责与苏军“长春城防司令部”联络。在原满洲国内阁成员策划出逃时，他向苏军告知了这一消息，并带领马林诺夫斯基逮捕这些内阁成员，而第一个被捕的就是张景惠。1945年8月30日，苏军驻华部队司令米哈伊尔·科瓦廖夫上将见到了被捕的原满洲国高官，将他们押送至长春机场后，将张绍纪也带上了飞机。张绍纪感到诧异，而科瓦廖夫上将解释说是让他去当翻译。由于国共内战，张绍纪和这些“抑留者”一直被留在苏联伯力，共同生活了多年；晚年的张绍纪曾表示，那段时间是他和父亲关系最亲密的时候，也是在那是，他才第一次感受到父亲的温情。
1950年5月，苏联将第一批战犯移交给了中华人民共和国，其中就包括张绍纪。在回到中国后，张绍纪向组织申请“转入地上”，并改名为张梦实——取“梦想实现”的意思，以表达对中華人民共和國的支持；随后，组织将他介绍到了抚顺战犯管理所工作。同年8月，溥仪和张景惠等原满洲国高官被苏联遣返回中国，张梦实再次见到了他们；据溥仪在自传《我的前半生》中回忆，一众战犯在途中非常惊恐，担心下车后就会被处决，是张梦实的出现“使犯人们都活跃了起来”，这些战犯这才相信自己“死不了了”。然而，直到张景惠在1959年去世，张梦实一直无法确认父亲张景惠是否清楚自己的身份。
中华人民共和国成立之后，1956年，张梦实和徐明一起调入国际关系学院工作，后担任日西系主任、日法系主任、第七届全国政协委员等职务，至1985年离休。
2013年10月21日，张梦实为哈尔滨市南岗博物馆留言“出身不由己，道路可自寻”。
2014年12月19日，张梦实在北京的家中因病去世。
2020年，张梦实的回忆录《白山黑水画人生: 张梦实回忆录》出版。

## 家庭
父亲张景惠，满洲国國務總理大臣。母亲徐芷卿，张景惠的七姨太，唱戏出身，于1921年成为张景惠的七姨太。
堂兄丁非，原名张绍维，出生于1916年。
妻子徐明，曾经是张家的丫鬟，因为性格刚强、聪明好学而引起了张梦实的注意。之后，两人心生爱恋，张梦实坚持“非徐明不娶”，却遭到了张母的强烈反对，后来在张景惠的认可下，两人抓住机会成婚。1945年至1950年，在张梦实被关押在苏联期间，徐明一人抚养两个孩子，还拒绝了身边人的追求。1956年，徐明调入国际关系学院卫生所工作，后于1985年离休。
张梦实和徐明的长子和长女出生于1940年代；他们出生后，张景惠为他们起了小名，分别是太平和迎春，以表达对和平的向往。